# Garra kalakadensis
Garra kalakadensis és una espècie de peix cipriniforme de la família dels ciprínids.

## Morfologia
Els mascles poden assolir els 6,9 cm de longitud total.

## Distribució geogràfica
Es troba a Tamil Nadu (Índia).